# Au nom de la rose
Pour le fleuriste « Au nom de la rose », voir Emova Group.
Cet article possède un paronyme, voir Le Nom de la rose.
Singles de Moos
Qui me donnera des ailes ?
(1998) Délicate Chatte
(1999)
Pistes de Le crabe est érotique
Qui me donnera des ailes ? Délicate Chatte
Au nom de la rose est une chanson de Moos sortie en 1999, qui a connu un succès en France. Le morceau reprend le thème principal du film Love Story, composé par Francis Lai en 1970.

## Classement des ventes
| Pays              | Meilleure position |
| ----------------- | ------------------ |
| France            | 1                  |
| Belgique Wallonie | 1                  |

### Certifications 1999
| Pays   | Certifications                                  |
| ------ | ----------------------------------------------- |
| France | Diamant avec plus de 918 000 exemplaires vendus |